# 佐藤祐樹
佐藤 祐樹（さとう ゆうき、1968年2月1日 - ）は、千葉県競馬組合に所属していた元騎手。東京都出身。勝負服の柄は胴黄、黒山形一本輪、そで黒を使用していた。

## 来歴
1986年騎手免許を取得、初出走は同年10月29日船橋競馬第4競走（キクノダンサー、4着）、初勝利は翌年1月20日船橋競馬第10競走（リキフジ）。
1998年、2月1日に東京競馬場での第1レースが中央競馬初騎乗となり、ヤマニンアプローズに騎乗して11着。同日行われたフェブラリーステークスで、中央GIに初騎乗し船橋所属だったバンチャンプに騎乗し15着だった。
1999年、3月13日に中山競馬場での第3レースをブレイクフォンテンに騎乗して制し、中央初勝利を挙げる。
2006年、6月29日午前6時ごろに自家用車を運転し船橋競馬場近くの国道14号線を東京方面へ走行中に対向車がセンターラインをはみ出したのを避けて電信柱に衝突する交通事故に遭い、前頭部陥没骨折、右肩甲骨骨折、左足裂傷の怪我を負った。その後船橋市内の病院に搬送され治療を受け、2週間程度入院した。退院後は通院しながらリハビリを行った。そして10月1日に復帰後初勝利を挙げた。
2007年、10月31日付で健康上の理由で騎手を引退することが発表された。今後については未定で、引退式などは行われない予定となっている。騎手成績は、地方競馬通算11112戦1165勝、中央競馬通算10戦1勝。
波多野高次厩舎や矢野義幸厩舎に所属した。

## 主な騎乗馬
- マキバサイレント（1996年グランドチャンピオン2000）
- ヒカリリトル（1991年NTV盃）
- セイフウザン（1993年ワード賞）
- エルカーサコスモ（1993年ニューイヤーカップ）
- ハブトオー（1996年ゴールドカップ）
- バンチャンプ（1997年テレビ埼玉杯2回＝同年に2度施行）
- シービーダイコク（1997年NTV盃）
- エスケイタイガー（1998年黒潮盃、ブルーバードカップ）
- ホクトロビン（1998年スパーキングレディーカップ、エメラルドカップ）
- セリリコーン（2001年リリーカップ）

## 監修書
- 『JRA全162騎手+αジョッキー格付けランキング 2010年』（大谷内泰久編）笠倉出版社、2009年